# 喻上猷
喻上猷（1602年—約1645年），字治伯，號翠浦，湖廣石首縣人，明末政治人物，後歸順李自成。

## 生平
崇祯三年（1630年）庚午科舉人。崇祯四年（1631年）聯捷辛未科進士。授四川仁壽縣知縣。崇禎六年（1633年），調四川富順縣知縣。崇禎十一年（1638年），選福建道監察御史，丁憂回鄉。為劉宗周彈劾。崇禎十五年十二月（1643年初），李自成陷荊州，喻上猷歸降。崇禎十七年（1644年）正月，李自成設立六政府，喻上猷任兵政府尚書。李自成敗後，事跡不詳。
崇祯十七年十二月，福王朝廷議定“治从贼之狱”，喻上猷列“一等应磔者”。

## 家族
祖喻守初，萬曆進士，官山東參政。